# Circuit intégré 7438

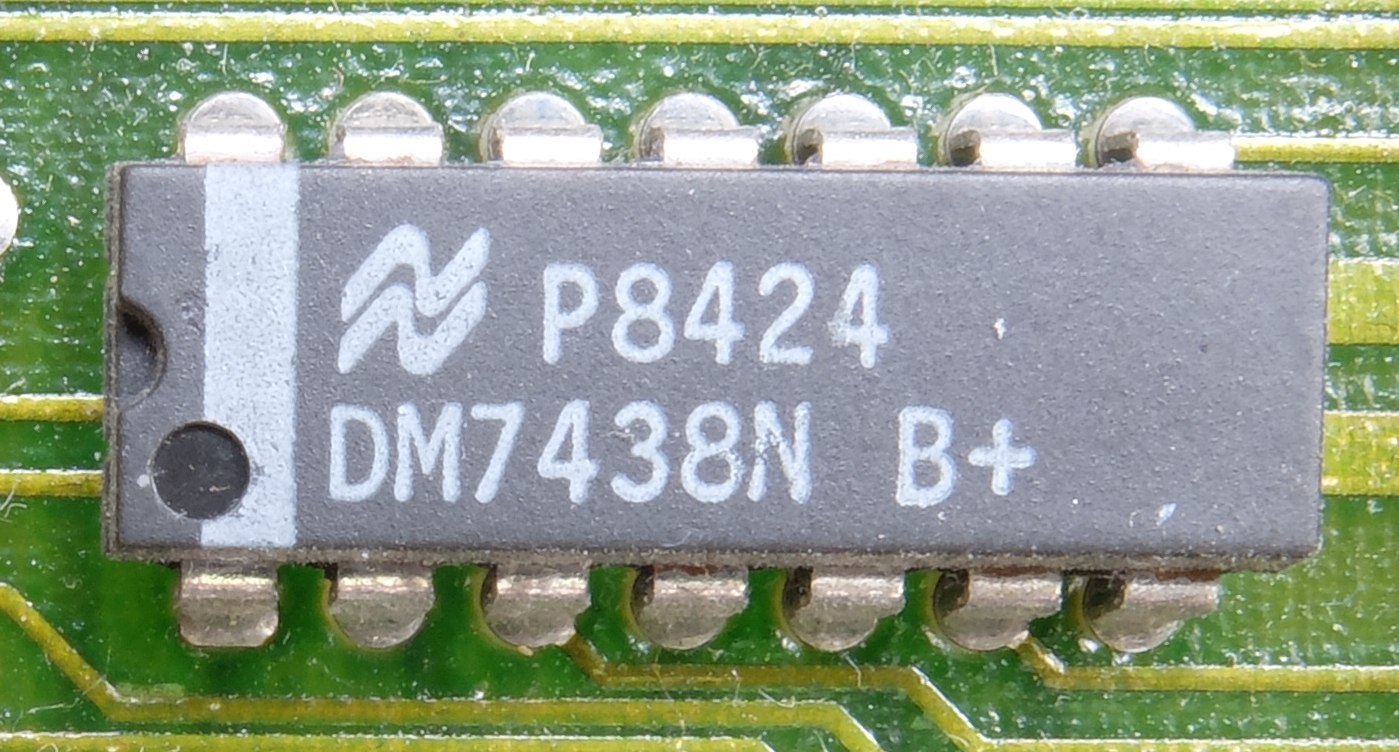
Circuit intégré 7438 (National Semiconductor DM7438N)

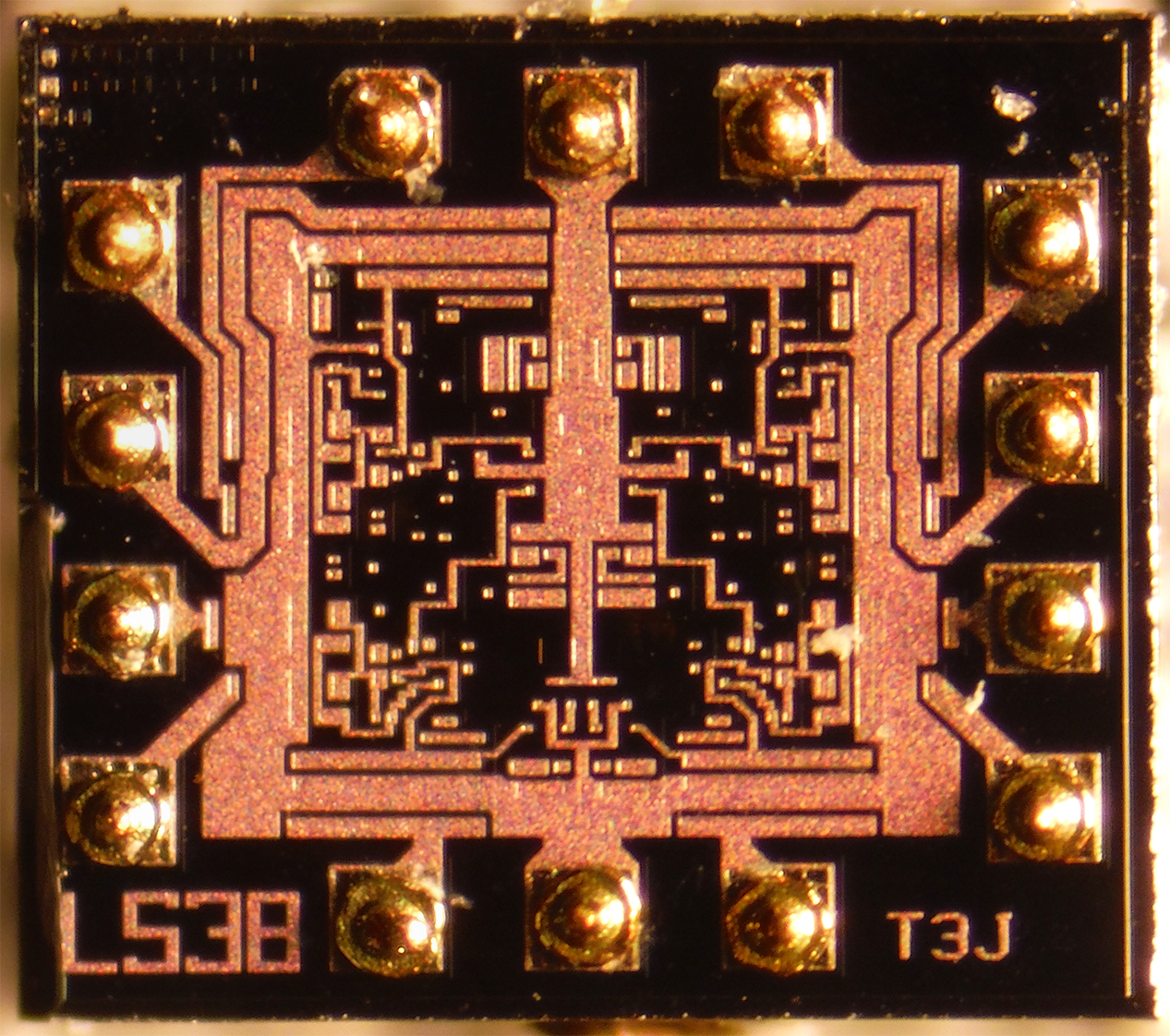
Die d'un 74LS38

Le circuit intégré 7438 fait partie de la série des circuits intégrés 7400 utilisant la technique TTL.

Ce circuit est composé de quatre portes logiques indépendantes NON-ET possédant chacune une sortie à collecteur ouvert.
Chaque porte possède un buffer.